# 普雷里鎮區 (伊利諾伊州埃德加縣)
普雷里鎮區（英語：Prairie Township）是位於美國伊利諾伊州埃德加縣的一個行政鎮區。

## 地方資料
根據2010年美國人口普查的數據，普雷里鎮區的面積為93.20平方千米，當中陸地面積為93.17平方千米，而水域面積為0.03平方千米。當地共有人口273人，而人口密度為每平方千米2.93人。